# Афладж
Афладж — ирригационные системы, используемые в Омане. Зарождение такого способа ирригации может относиться к 500 г. н. э., но археологические свидетельства показывают, что системы ирригации существовали в этом засушливом регионе ещё в 2500 г. до н. э. Афладж находятся под угрозой в связи с понижением уровня подземных вод.
«Афладж» — это множественное число от «фаладж» (араб. فلج‎), что на классическом арабском означает «разделять на части» (имеется в виду: равномерно распределять ограниченные водные ресурсы). Вода из подземных источников или ключей под воздействием силы тяжести направляется зачастую на много километров, для обеспечения сельского хозяйства и бытовых нужд. Эффективное управление и справедливое распределение воды в деревнях и городах поддерживаются благодаря сохранению межобщинных связей, соблюдение традиционных ценностей и основываются на астрономических наблюдениях.
В 2006 году пять из более чем 3000 оманских афладж получили статус объекта всемирного наследия ЮНЕСКО: Фаладж аль-Хатмин, Фаладж аль-Мальки, Фаладж Дарис, Фаладж аль-Маяссар и Фаладж аль-Джила. В состав объекта также включены многочисленные сторожевые башни, построенные для защиты водохозяйственных систем, мечети, жилые дома, солнечные часы и здания для проведения водных аукционов.